# CTA 1

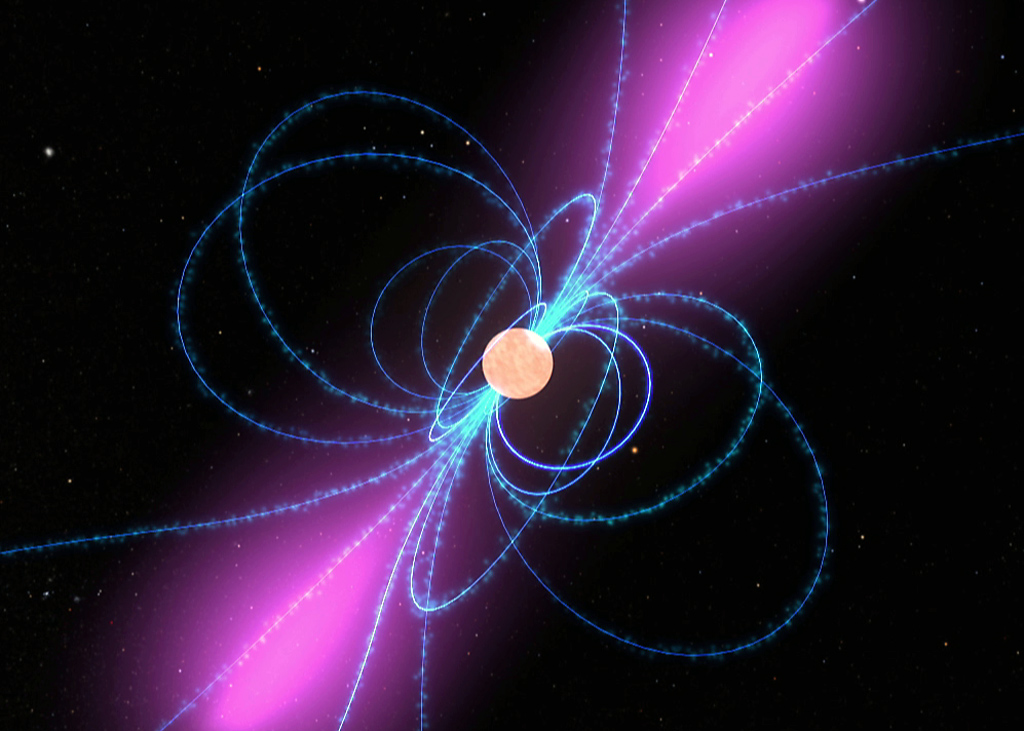
Chmury naładowanych cząsteczek poruszają się po liniach magnetycznych pulsara (niebieskie linie), wymuszając promieniowanie gamma

CTA 1 – pozostałość po supernowej położona w gwiazdozbiorze Cefeusza około 4600 lat świetlnych od Ziemi.
Wewnątrz CTA 1 w 2008 amerykański satelita Fermi Gamma-ray Space Telescope odkrył pierwszy znany (i jak do tej pory jedyny) pulsar wysyłający jedynie promieniowanie gamma. Okres obrotu pulsara wynosi 316,86 milisekund. Pulsar ten powstał około 10 tysięcy lat temu, a emitowana przez niego energia tysiąckrotnie przekracza tę, którą emituje Słońce.